# Pau Estorch i Siqués
Pau Estorch i Siqués (Olot, 23 de novembre de 1805 - Barcelona, 22 de juny de 1870) fou un poeta, metge i gramàtic català. A la dècada de 1850 participà del moviment poètic i cultural que propicià la Renaixença, del qual se'n distancià la dècada següent i se n'allunyà definitivament el 1862.
Estudià Filosofia a Girona i Medicina a Cervera, València i Barcelona, i es llicencià a la Universitat d'aquesta darrera ciutat. Entre 1831 i 1855 fou metge a Olot, i després es traslladà a Mataró, on fou metge i professor al Col·legi Valldemia. El 1858 s'instal·là a Barcelona, on visqué fins a la mort, el 1870.
Liberal d'idees moderades, fou regidor de l'Ajuntament d'Olot i escriví algunes poesies d'homenatge a la reina Isabel II.
Escriví obres de teatre, didàctica i literatura. Sota el pseudònim "Lo tamboriner del Fluvià" a partir de 1851 publicà un seguit de poesies de to festiu i humorístic que s'apleguen en quatre petits volums titulats "Replics", i el "Nou repiconet del tamboriner del Fluvià". Fou un col·laborador assidu del Calendari del pagès editat per l'Institut Català de Sant Isidre des del primer número, el 1857, fins al 1870.
Quant a la didàctica i la lingüística, és l'autor dels Elements de poètica catalana, i diccionari de sa rima (1852), de les Becerolas catalanas y castellanas (1857) i de la Gramática de la lengua catalana (1857). La gramàtica és l'única peça que veié la llum d'un projecte editorial que s'havia de titular "Las Glorias de Cataluña".  En la faceta teatral, traduí obres del francès al castellà, i és autor d'algunes peces originals en català.
Finalment, cal destacar que publicà, en castellà, alguns estudis mèdics sobre la  hidrofòbia i, particularment, és conegut per haver publicat El imán de los venenos ó sea tratado de la piedra escorsonera o serpentina, su origen, aplicación, usos, etc., un mètode per a guarir la ràbia. Aquesta memòria fou presentada a les Reials Acadèmies de Medicina i Cirurgia de Madrid, Barcelona i París, on fou força mal considerada. Igualment, en parlà llargament a la premsa des del 1858, any en què apareix la primera referència al Diario de Barcelona.